# Слепченски манастир
Слепченският манастир „Свети Йоан Предтеча“ е средновековен манастир в община Демир Хисар, Северна Македония.

## Местоположение
Манастирът е разположен в склоновете на планинското разклонение Илиница в Западна Македония. До манастира се стига по път, преминаващ през село Слепче, Демирхисарско, в посока запад от селото. Малко над Слепченския манастир се намира късносредновековната църква „Свети Йоан Богослов“.

## История
Точната дата на основаването на манастира не е известна. Първата известна дата за манастира е 1393 – 1394 г., когато в него е преписан един триод на старобългарски език, поради което се предполага, че манастирът е изграден през XIV век. През втората половина на XIV век и началото на XV век изографисването на манастира е подпомогнато с парични средства от някой си кратовски велможа на име Димитър. Манастирът е активен книжовен център в XIV – XVI век, в който се преписват много църковни книги. Йеромонах Висарион е автор на сбирка патеристични разкази в пролог за май – август 1554 година. Висарион обучава йеромонасите Матей Слепченски, Пахомий Слепченски, Сисой и други книжовници. Манастирът се споменава в 1543 година в едно писмо на протопоп Лука.
По време на Илинденското въстание манастирът е нападнат от турски башибозук от селата Мургашево, Прибилци, Обедник и Суходол на 13 август 1903 година. Убити са манастирските работници Филип Цветков, Спасе Митрев, Ташко Бошев и Тале Бъчваров от Битоля, Диме Цветков от Градище, Лазар Петров от Мренога, Евтим Охридски от Охрид, Митре Николов от Слепче, Стоян Котев от Загориче. От околните села са убити още Ристе Димчев от Лесково, Илия Тасев от Стругово, Спасе Нечев и Йовче Нечев от Крагуево, както и Стефан Бошков от Баница. На 27 август манастирът е нападнат от турски аскер, войниците започват да изнасят ценностите, но турските офицери нареждат всичко да бъде върнато. В близост е открита чета от въстаници, като в завързалото се сражение с аскера загиват Павле Ристев от Вардино и Стоян Ристев от Баница.
Не може да се опише това, г-не, пръвъ започна учительтъ Д-въ. Войски, придружени отъ башибозукъ, се прѣдаваха на неизказани изтѫпления. Бѣше 13. авг. Населението отъ околнитѣ села хвана близкитѣ планини. Едно голѣмо отдѣление войска излизаше отъ Прибилци, друго едно отъ къмъ Мургашово, а трето - отъ Обѣдникъ. Тритѣ тѣзи отдѣления се събраха около голѣмия мънастирски ханъ при с. Слѣпче, павлѣзоха въ него, ограбиха го и го подпалиха. Започнатото отъ войскитѣ довършваше се отъ башибозука. А башибозукъ имаше толкова колкото и войска. Цѣлата тая сгань съ диви викове и непрѣстанни залпове доближи мънастиря и се опита да навлѣзе въ него. Нъ вие видѣхте мънастирскитѣ врата: тѣ сѫ толкова яки, че не можаха нито да ги счупятъ, нито да ги подпалятъ. Мнозина отъ мънастирскитѣ хора бѣха се пръснали изъ гората. Пъстрата тая тълпа, разярена, че не можа да влѣзе въ мънастиря, спусна се по гората и омъртви 9 души мънастирски слуги и 5 други селяни отъ околнитѣ села. Тя мина и прѣзъ с. Слѣпче, което досущъ ограби. Като водачи на башибозука и войската служеха най-върлитѣ разбойници въ нашенско. Тѣ. бѣха Шазе , Акивъ , Нурушъ , Маликъ , Шевки и Мучо отъ Прибилци, Рустемъ отъ Мургашево и Реджо отъ Обѣдникъ... 27 авг. бѣ, подзе о. игуменътъ, безброй войски ни заобиколиха отъвсѣкѫдѣ, навлѣзоха въ мънастиря и почнаха да го обиратъ. Обирътъ се продължи, до като пристигнаха офицеритѣ, на които се оплакахме . Наистина, много нѣща ни се повърнаха, нъ само отъ ония солдати, които офицеритѣ завариха въ мънастиря, защото солдатитѣ влизаха, грабваха, каквото намѣрѣха, и си излизаха. Прѣднитѣ войскови части наблизо до мънастира откриха цѣлъ единъ четнишки отредъ. При Добромирово завърза се отчаянно сражение, което трая нѣколко часа. Офицеритѣ и началницитѣ на башибозука наблюдаваха сражението отъ стаята , дѣто сега е настаненъ дѣдо владика. Пристигнаха и нови войски, та всичко станаха шестъ табури, които взеха участие въ тази битка. Четата биде разпръсната. Само единъ войвода съ всички свои момчета бѣше слѣзълъ ето тукъ въ дола. Нъ ни единъ отъ тѣхъ не можа да се спаси: всички умрѣха, пронизани отъ безброи куршуми. Залповетѣ на войскитѣ бѣха оглушителни и страшни. Макаръ отредътъ да бѣ разпръснатъ, нъ и слѣдъ това не остана мѣсто въ тая лѣсиста планина, върху което да не се изсипаха съ хилядници куршуми. Тоя день войскитѣ убиха двама селяни безъ оръжие, единиятъ отъ които бѣше мънастирски слуга.

## Архитектура и живопис
През XVI век в манастира твори зографът Онуфрий Аргитис, който е автор на два големи иконостасни кръста и престолната икона Света Богородица Одигитрия.
Живописта от портиците на църквата е от 1637 – 1638 година и вероятно е дело на майстори от Линотопската художествена школа. Същото се отнася и за много икони от храма.
В 1845 година в манастира е открит среднобългарският книжовен паметник от XII век, т.нар. Слепченски апостол, от Виктор Григорович. В него е включен месецослов, в който за месеците се използват техните стари славянски имена.
От манастира произхожда дървен триптих-поменик – Слепченският поменик.
Според Богдан Филов през XIX век манастирът играе ролята на духовно училище за свещениците в Битолска и Прилепска епархия.
В 1862 година църквата е издигната наново и според двата надписа изписани в 1889 година от Коста Анастасов, който изписва със стенописи наоса и притвора, където оставя надпис: „Въ сей храмъ живописанието (зуграфията) и отварянието на новото училище станаха въ времето на тѣзи лица: Отецъ К. Тодоръ, Игуменъ Стоянъ Неделковъ, Слав. Учителъ Иванъ К. Ставревъ и живописецъ Коста Анастасовъ отъ гр. Крушево 31 май 1889 год.“ Автор на сградата, резбите на иконостаса и иконите е Китан Петров. Църквата е зидана от дялан бигори и е триконхална с наос и нартекс покрити с куполи на осемстранни барабани. На запад и юг има открит трем.